# Серень
Серень, Серені (рум. Săreni) — село у повіті Бузеу в Румунії. Входить до складу комуни Лопетарі.
Село розташоване на відстані 123 км на північ від Бухареста, 40 км на північний захід від Бузеу, 110 км на захід від Галаца, 80 км на схід від Брашова.

## Населення
За даними перепису населення 2002 року у селі проживали 64 особи, усі — румуни. Усі жителі села рідною мовою назвали румунську.